# Paty Díaz
Paty Díaz (ur. 17 marca 1976 roku w San Luis Colorado, Sonora, Meksyk) – meksykańska aktorka i modelka.
Jest rozwiedziona z Guillermo Pińa, z którym ma syna Guillermo.

## Filmografia
- 2012−2013: Qué bonito amor jako Mirna Reynoso
- 2011–2012: Zakazane uczucie (La que no podia amar) jako Macaria Hernandez
- 2009–2011: Los exitosos Pérez jako Amanda Olivera
- 2004: Cena marzeń (Rubí) jako Cristina Pérez Ochoa
- 2001: Salomé jako Martha
- 2000: Ramona jako Carmen
- 2000: Mała księżniczka (Carita de ángel) jako La Hermana Clementina 'Novicia'
- 1999: Más allá de la usurpadora jako Lalita
- 1999: Rosalinda jako Clarita Martínez
- 1998: Paulina (La Usurpadora) jako Lalita
- 1998: Krople miłości (Gotita de amor) jako Lorena
- 1996: Serce Clarity (Luz Clarita) jako Natalia
- 1995: Dziedziczka (La Dueña) jako Blanca